# Rapunzel (Disney)
Rapunzel là một nhân vật hư cấu xuất hiện trong bộ phim hoạt hình thứ 50 của Walt Disney Pictures, Người đẹp tóc mây (2010). Được lồng tiếng bởi nữ diễn viên kiêm ca sĩ người Mỹ Mandy Moore, Rapunzel là một nàng công chúa trẻ tuổi với mái tóc vàng rất dài và có phép thuật, bị đánh cắp khỏi vua và hoàng hậu từ khi còn rất nhỏ và không hề hay biết về thân phận hoàng gia của mình bởi một người phụ nữ ích kỉ tên là mẹ Gothel, người đã nuôi dưỡng cô trong một tòa tháp hẻo lánh và lợi dụng khả năng chữa lành mọi vết thương từ mái tóc của nàng để làm cho bà trẻ mãi.
Được sáng tạo và thiết kế bởi họa sĩ giám sát Glen Keane, Rapunzel được dựa trên nhân vật chính của câu chuyện cổ tích cùng tên của anh em nhà Grimm.
Sự đón nhận của giới phê bình đối với Rapunzel là tích cực, với các nhà phê bình khen ngợi sự hồn nhiên thoải mái, tự lập và tính cách hiện đại của nàng. Rapunzel chính thức trở thành một nàng công chúa Disney vào ngày 2 tháng 10 năm 2011, trở thành nhân vật thứ 10 của thương hiệu độc quyền này và là nhân vật đầu tiên được sáng tạo bằng máy tính và là công chúa châu Âu đầu tiên sau 20 năm, trước đó là Belle trong Người đẹp và quái vật (1991). Ngoại hình và tính cách của cô đã tạo ra nhiều sự so sánh giữa cô và một trong những Công chúa Disney trước đó là Ariel trong Nàng tiên cá (1989).

#### Tính cách và nguồn cảm hứng cho nhân vật

Một bản phác thảo trên máy tính của nhân vật Rapunzel thể hiện "mái tóc vàng ngọt ngào" mà Keane mong muốn cho nhân vật.

#### Nàng công chúa Disney và các hàng hoá

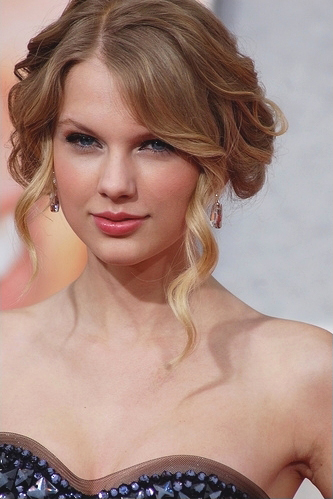
Ca sĩ nhạc đồng quê Taylor Swift làm người mẫu cho phiên bản của phim "Tangled" trong bộ ảnh Disney Dream Portrait Series của nữ nhiếp ảnh gia Annie Leibovitz.

## Quá trình phát triển